# Gustav Macoun
Gustav Macoun, křtěný Augustin Alois (18. prosince 1889 Praha – 7. října 1934 Praha) byl český malíř-krajinář a fotbalista Slávie Praha před I. světovou válkou.

## Život
Narodil se v Praze v chudé rodině ševce Augustina Macouna. Od dětství se u něho projevovalo nadání k malování a po absolvování základního vzdělání se krátce školil u malíře Václava Jansy. Na jeho doporučení navštěvoval v roce 1907 kurz malby u Aloise Kalvody a v letech 1908–1909 ateliér Antonína Slavíčka. Tam v něm uzrálo rozhodnutí být malířem a v letech 1909–1913 absolvoval řádné studium na pražské malířské akademii u prof. Vlaha Bukovace.
Přibližně v době studia na pražské akademii byl Gustav Macoun členem základní sestavy fotbalového klubu SK Slavia Praha. V dobovém sportovním tisku je zpravidla jmenován jako "Macoun ml." Krátkou vzpomínku ze zahraničního zájezdu klubu na "hladového" útočníka Gustava Macouna uvádí jeho spoluhráč Josef Loos.
Většinu svého života bydlel, resp. držel ateliér, v Praze na Vinohradech. Byl ženatý s manželkou Jiřinou (baletní umělkyně). V Kameničkách zřejmě prvně maloval v období 1914–1915. V letech 1925–1932 pravidelně pobýval ve starém Lopunově mlýně na Vysočině. Na sklonku svého života strávil dva roky ve Svobodných Hamrech, kde vlastnil v letech 1932–1934 roubenou chalupu. Poblíž se nyní nachází pomník s pamětní deskou, připomínající jeho pobyt a tvorbu.
Na Hlinecku se nejenom aktivně účastnil kulturního, společenského a sportovního (fotbalového a lyžařského) života, ale rovněž ovlivnil (snad i pedagogicky) malíře Karla Wagnera a Karla Balíčka.
Malíř Gustav Macoun zemřel po převozu z Hlinska do Prahy roku 1934 ve Všeobecné nemocnici v Praze na zápal plic.
Postava malíře Gustava Macouna se stala předlohou pro román "Žil s námi", jehož autorkou je spisovatelka Olga Marešová. Ta zřejmě využila vzpomínek svého otce dr. Vladislava Mareše, který dle Prokopa Tomana připravoval monografii.

## Dílo
Malířovým hlavním působištěm, kde čerpal témata pro svá díla, byl Český ráj, Šumava, Kameničky a Českomoravská vrchovina. Byl malířem-krajinářem, impresionistou a oddaným následovníkem Antonína Slavíčka. V jeho tvorbě lze vysledovat i vlivy Aloise Kalvody, Josefa Ullmanna a Františka Kavána.
Od raného mládí maloval převážně v menších formátech svá oblíbená zákoutí Prahy, zejména pak Karlov, Uhelný trh, Linhartský plácek, Kampu a pohledy přes malostranské střechy na Pražský hrad nebo Petřínskou rozhlednu.
V řadě variant a často ve velkých formátech ztvárnil pohedy na zříceninu hradu Trosky. Působivé jsou zejména jeho Trosky v modravém oparu, které maloval v podzimním a zimním období. Pavel Šmidrkal rovněž upozorńuje na jeho méně známou tvorbu z Českého Krumlova a z opakovaných pobytů v Tatrách.
Ve svých vrcholných dílech z Vysočiny, například Pohřeb v zimě (kolem 1918), Předjaří na Vysočině (1920), Po bouři (1922), Chaloupky na Vysočině (1923), dokázal přenést spontánní atmosféru plenérových malířských záznamů na plátna velkých formátů, přičemž jeho výtvarně nadsazená barevná skladba v bouřkových mračnech v kombinaci se stromovým a blátivou půdou představuje mistrovské vyjádření české krajiny a její nálady.  
Ve své tvorbě převyšoval běžné epigony A. Slavíčka a dalších mařákovců, a to především citem pro barevnou skladbu české krajiny a zaujatým temperamentním přednesem. Některá pozdější díla však tyto vlastnosti ztrácí a jsou méně kvalitními replikami jeho předchozí tvorby. 
Dobová umělecká kritika byla k tvorbě Gustava Macouna spíše nepříznivá. V souvislosti s jeho první soubornou výstavou v Rudolfinu Josef Čapek poukazuje na "velmi málo osobních znaků" (Národních listy, 14. 12. 1919). Příznivou kritiku neměla ani pozdější výstava v Rubešově galerii, kdy Josef R. Marek (Venkov, 23. 4. 1922) píše: "V jeho plátnech, vždy široce vržených, je cosi chvatného, nedomyšleného, neklidného až rozháraného, jako by se malíř bál, že dojem, jenž se mu náhle rozevřel před očima, se mu rozplyne." Zlatá Praha reprodukuje obraz (s příznivým komentářem Mck, 1. 6. 1922) Před jarem, který byl krátce před tím vystaven v Rubešově galerii. Český svět (28. 6. 1923) reprodukuje jeho obrazy z Vysočiny Na samotě, Zasněžená vesnička, Cesta do vsi, Před jarem a Tání.
Gustav Macoun se pozitivní odezvy u kritiky dočká až v období II. světové války. František Kovárna (Venkov, 10. 10. 1944) k příležitosti deseti let od úmrtí autora oceňuje dramatičnost jeho krajin a v pozitivním slova smyslu jej považuje za "následovníka Antonína Slavíčka". V současné době vysoko cení některá díla Gustava Macouna kurátor jeho výstav Michael Zachař "Vrcholy jeho dosud málo doceněného díla spatřujeme v oněch nesentimentálních obrazech zvláštní mužné lyriky - v pustých pohorských planinách s tajícím sněhem a nízko letícími cáry mračen."

## Výstavy (autorské)
- 1919 – Výstava krajin Gustava Macouna, Krasoumná jednota, Dům umělců, Rudolfinum
- 1922 – Gustav Macoun, Rubešova galerie, Praha
- 1926 – Gustav Macoun – krajiny ze Šumavy, Topičův salon, Praha
- 1930 – Gustav Macoun, Polička (větší počet obrazů)
- 1933 – Gustav Macoun, Hradec Králové, v budově ředitelství státních drah (soubor 32 děl)
- 1935 – Posmrtná výstava, Bečkova galerie, Praha (32 obrazů)
- 1937 – Gustav Macoun - soubor, Umělecký kabinet, Praha 3, Vítězná třída 10
- 2009 – Gustav Macoun, Městské muzeum a galerie Hlinsko
- 2018 – Balada o soumraku, Obrazárna Špejchar Želeč (40 obrazů)
- 2019 – Gustav Macoun (1889-1934), Městské muzeum a galerie Hlinsko (přes 100 obrazů)

## Galerie

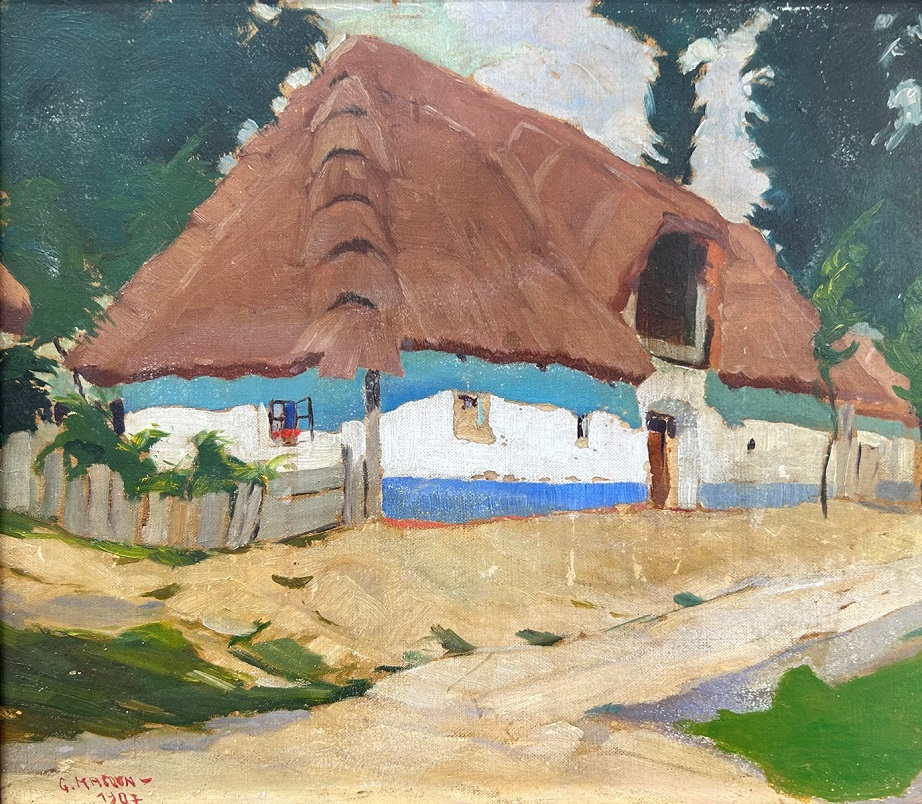
Gustav Macoun Před chalupou (1907)
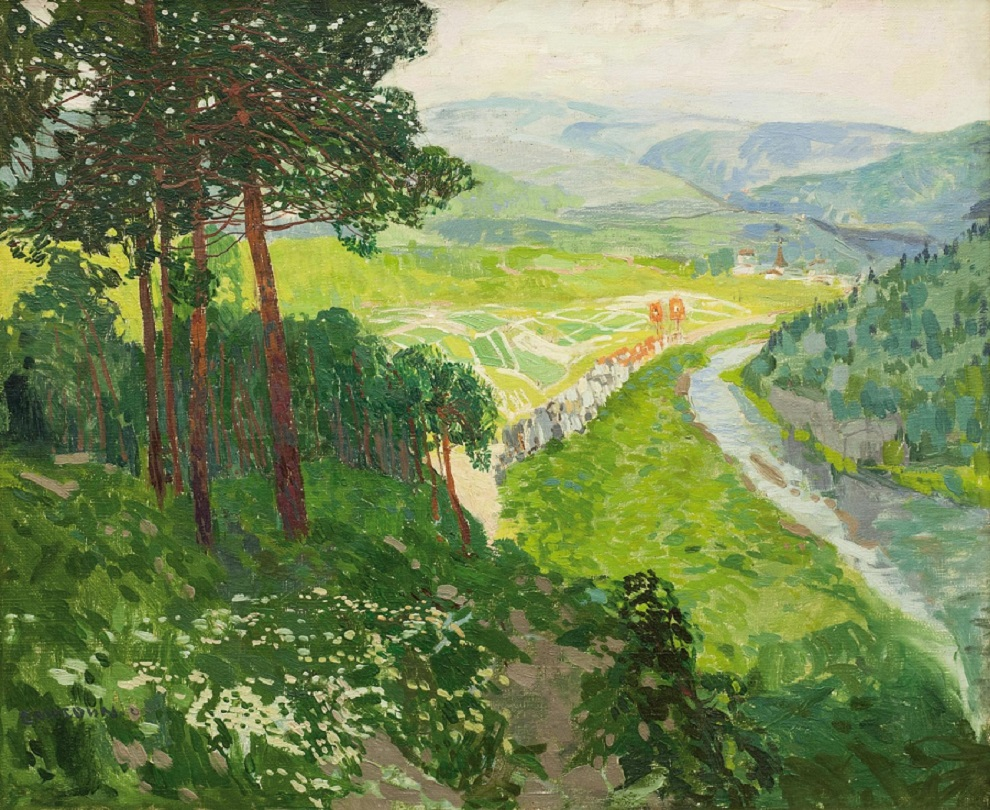
Gustav Macoun Krajina s procesím (1907)
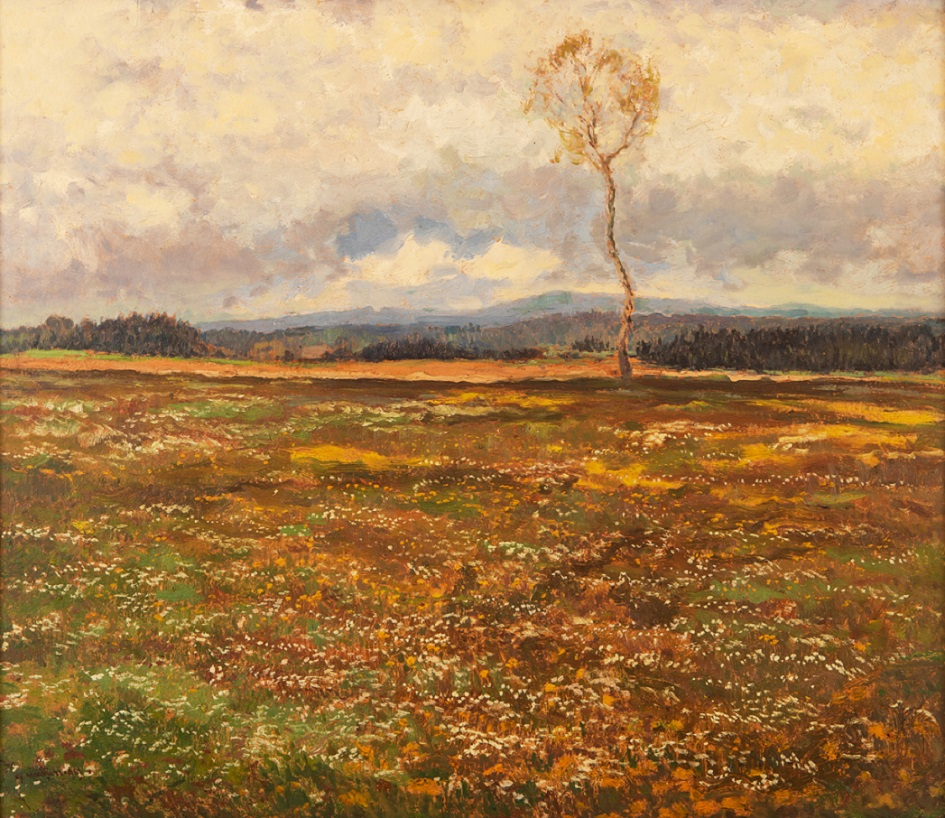
Gustav Macoun Osamělá bříza (1909)
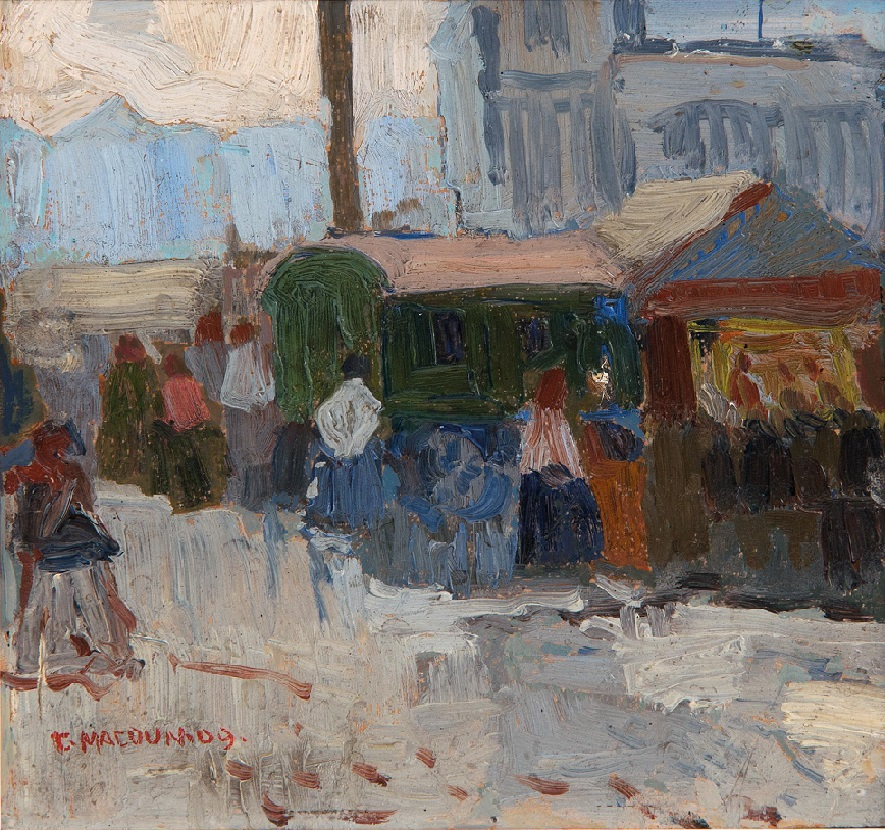
Gustav Macoun Na trhu (1909)
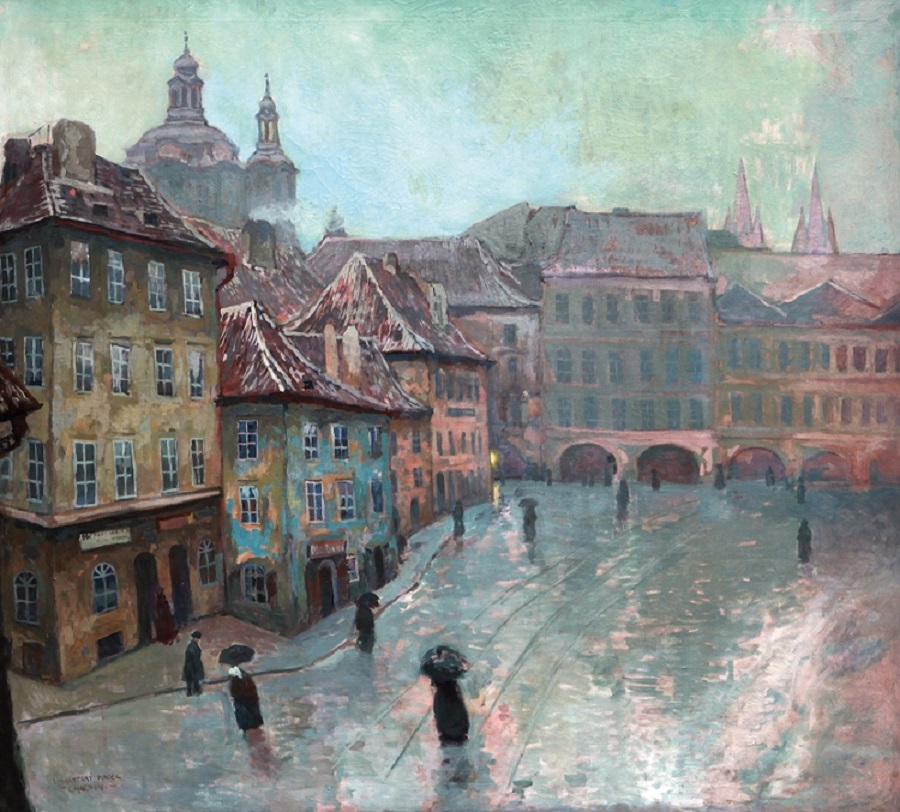
Gustav Macoun Linhartský plácek
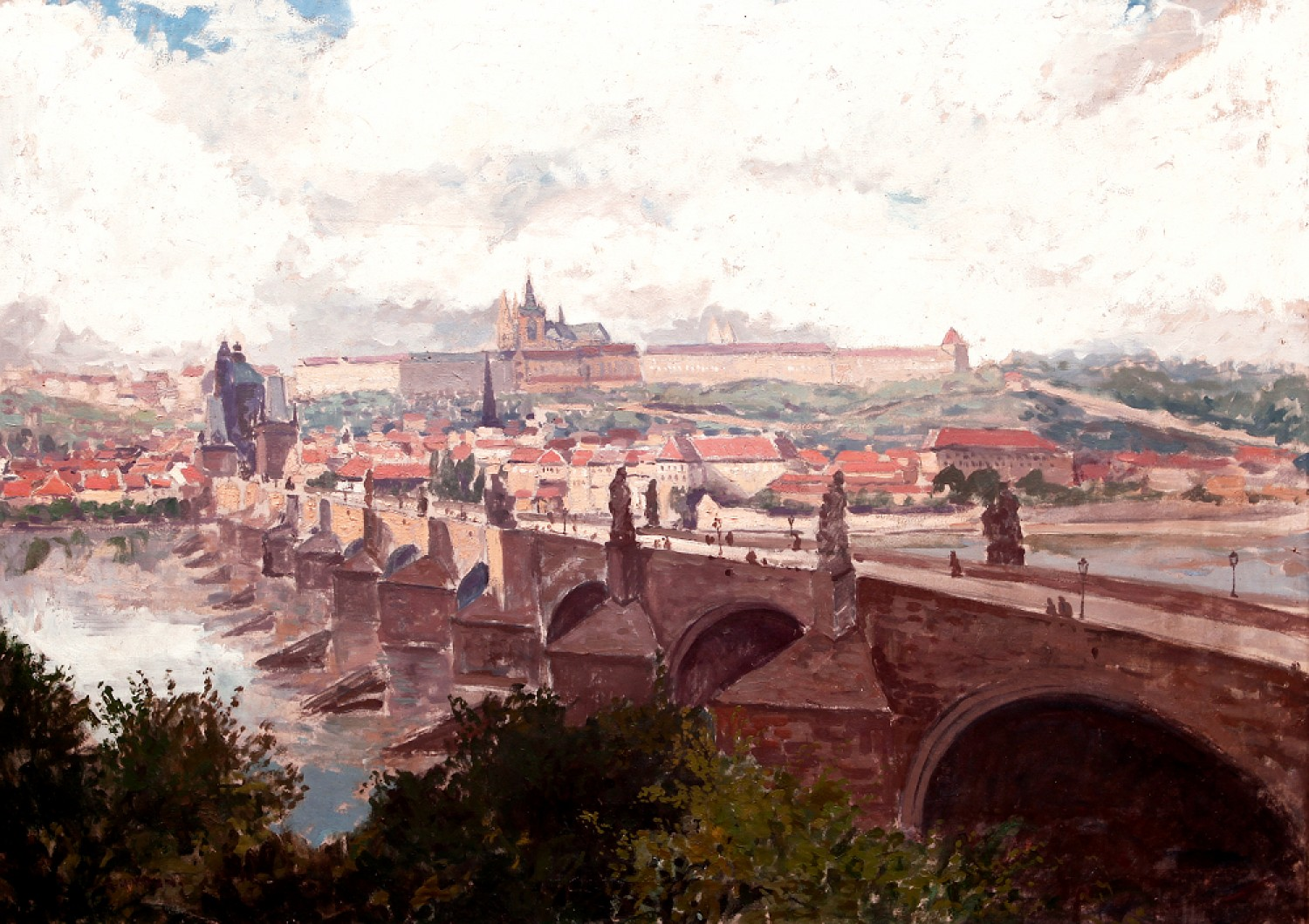
Gustav Macoun Karlův most
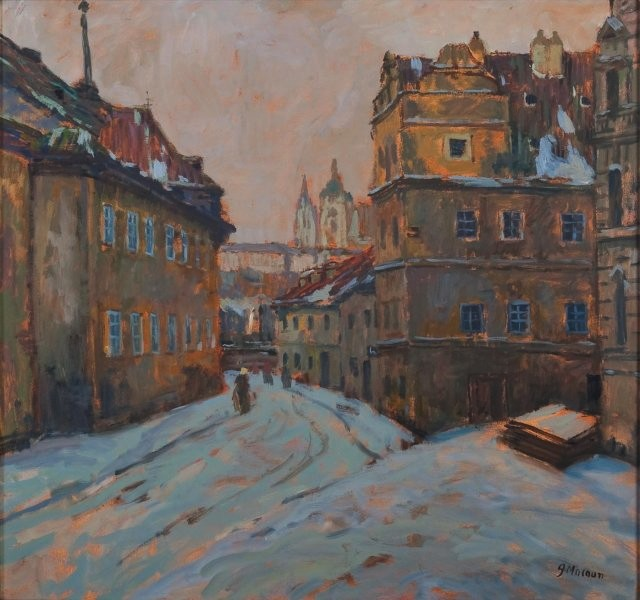
Gustav Macoun Nerudovka
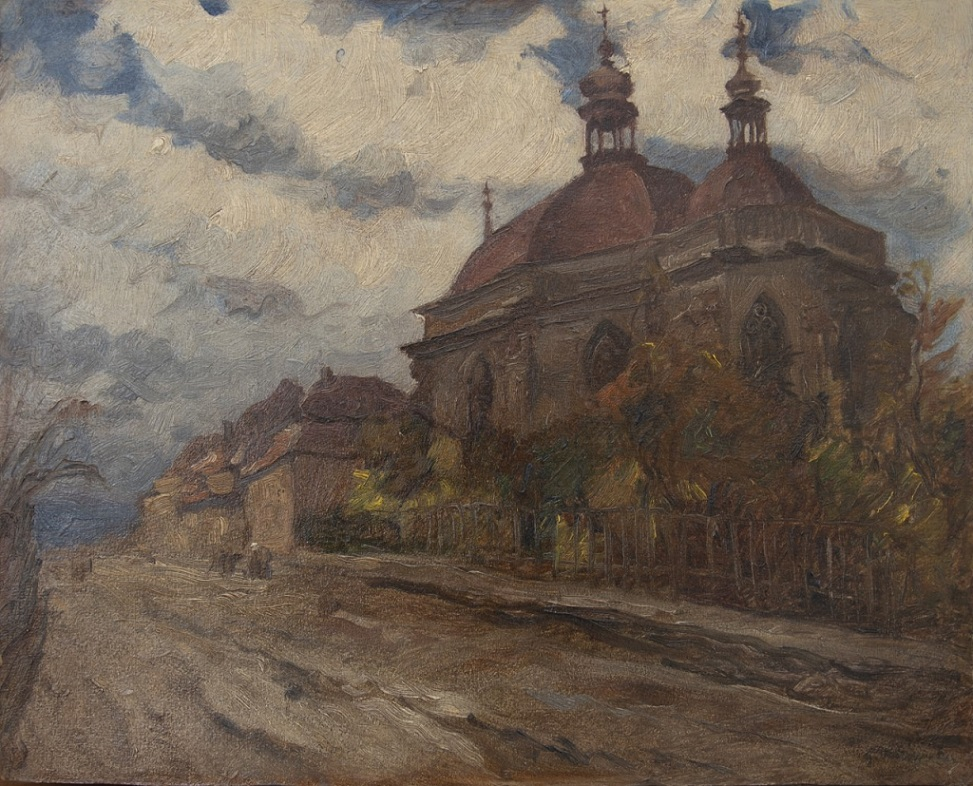
Gustav Macoun Karlov
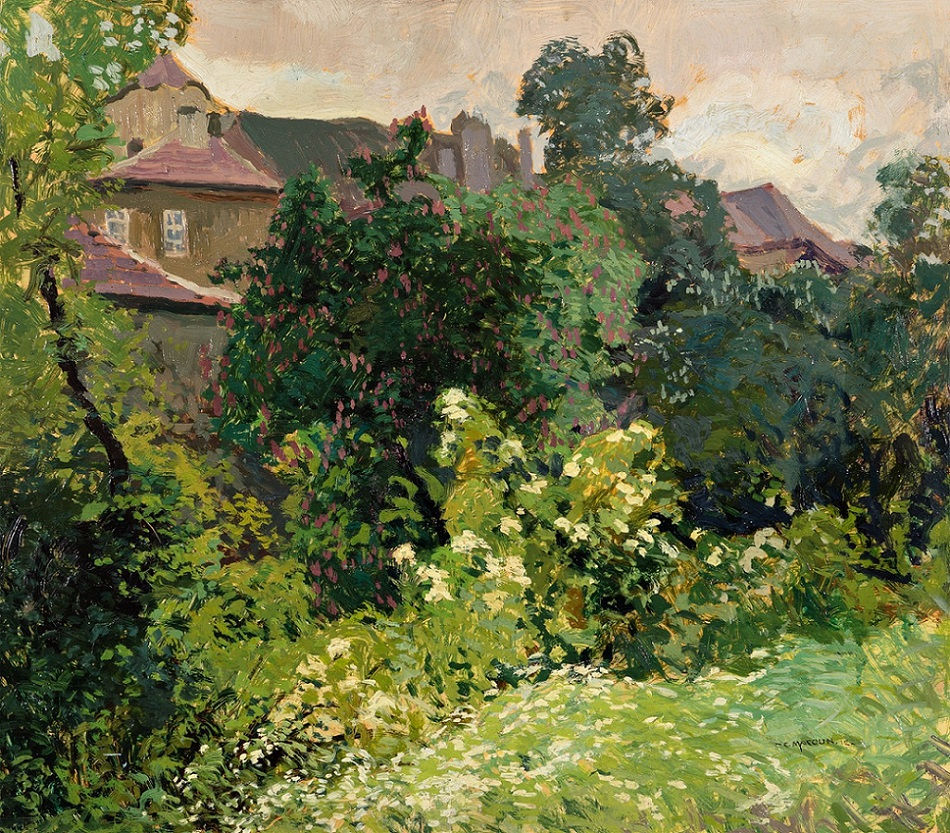
Gustav Macoun Zahrady na Kampě (1912)
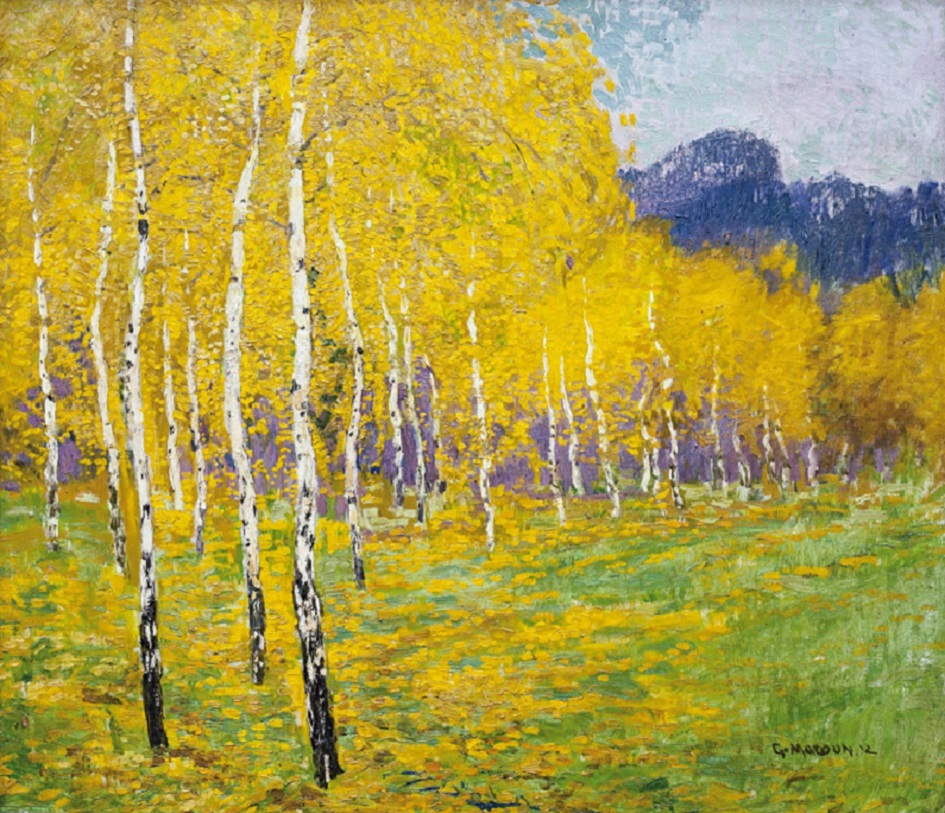
Gustav Macoun Břízy (1912)
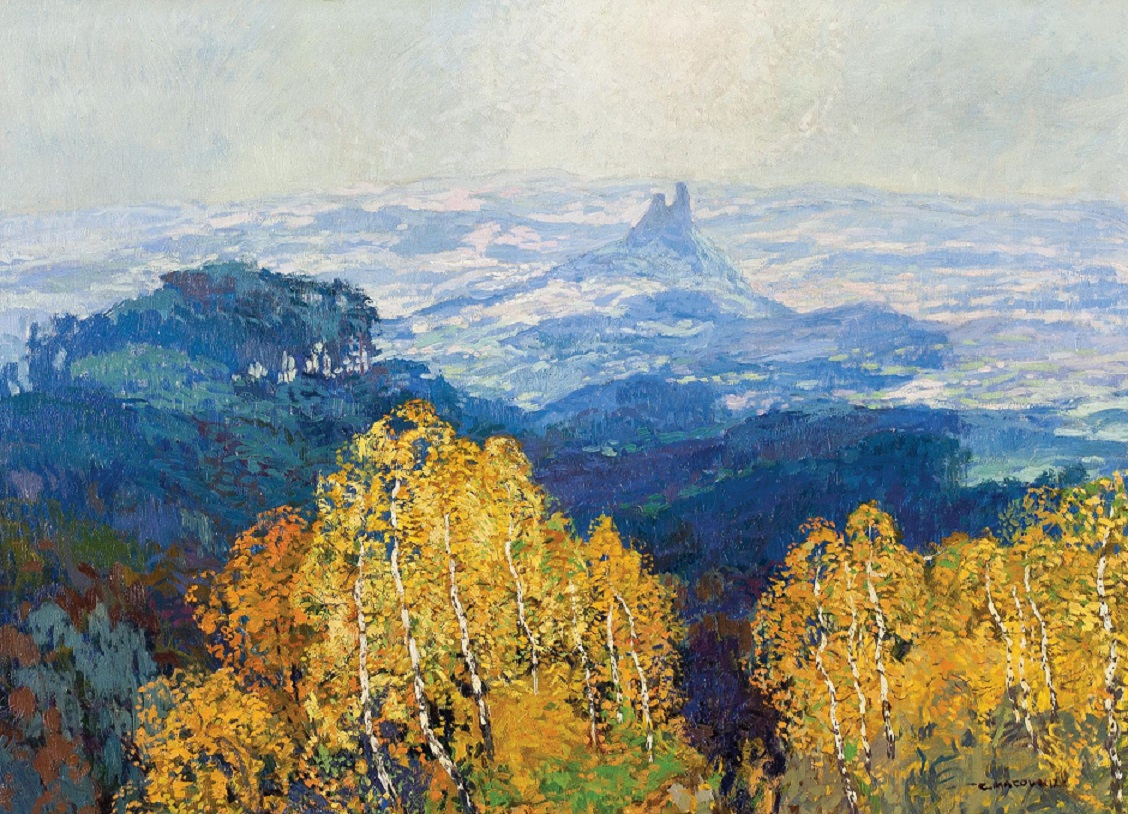
Gustav Macoun Trosky na podzim (1912)
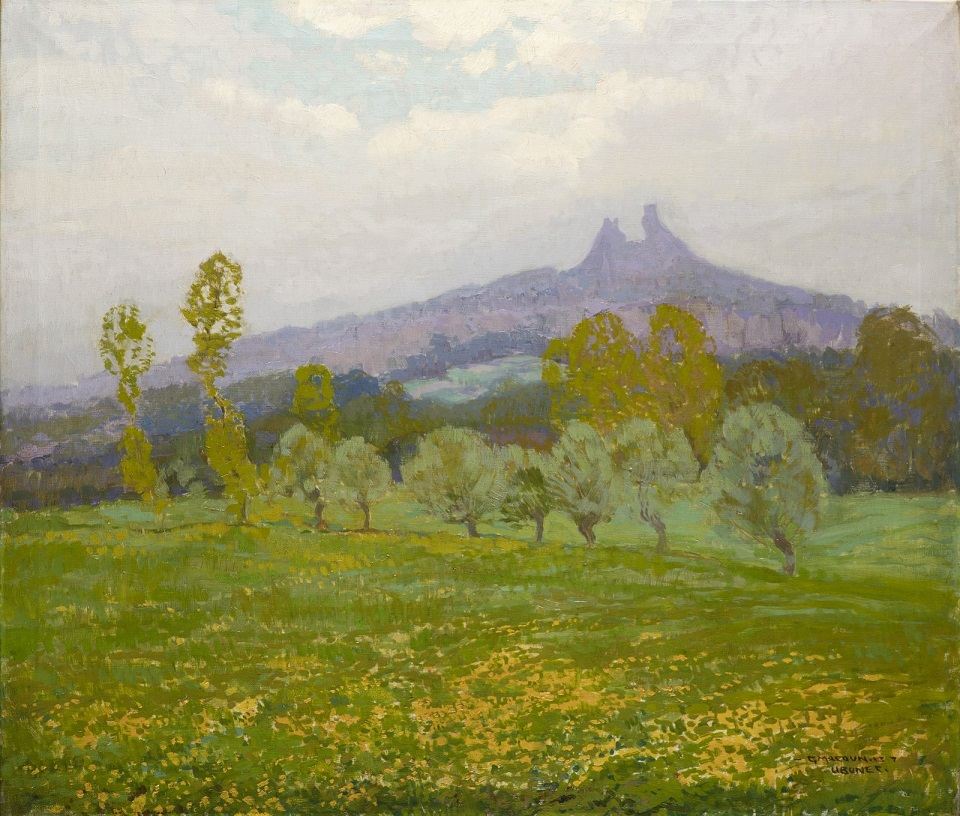
Gustav Macoun Trosky od Libunce (1913)
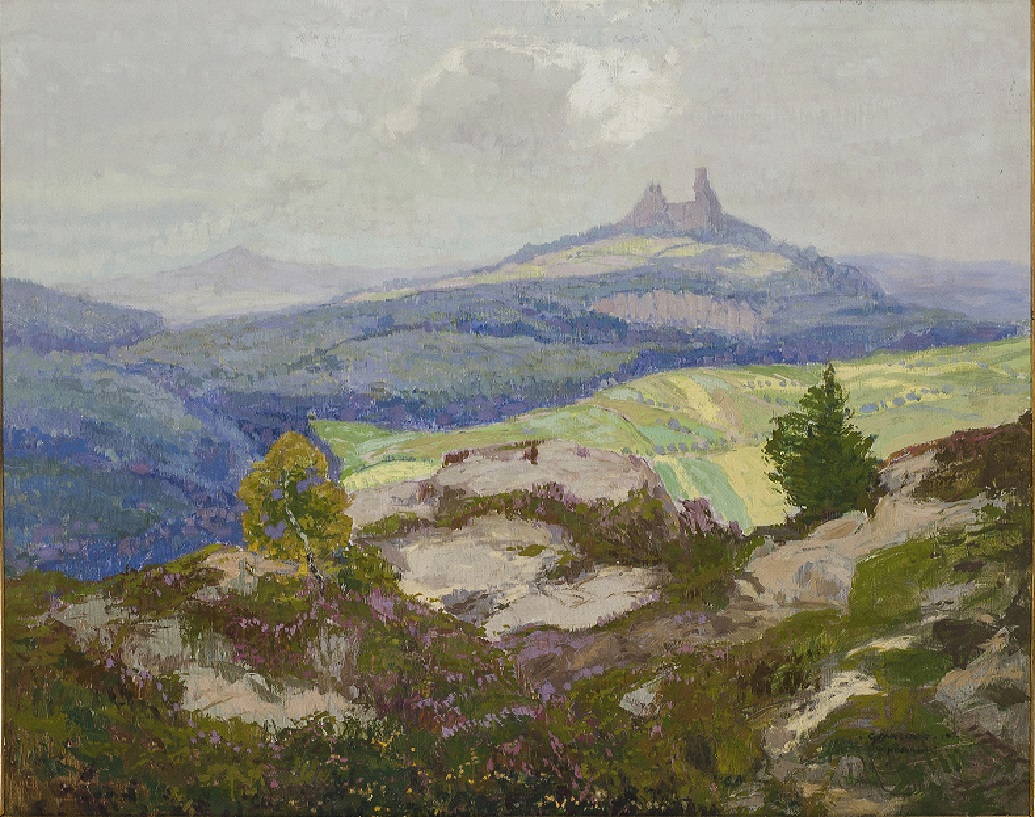
Gustav Macoun Trosky od Hrdoňovic (1913)
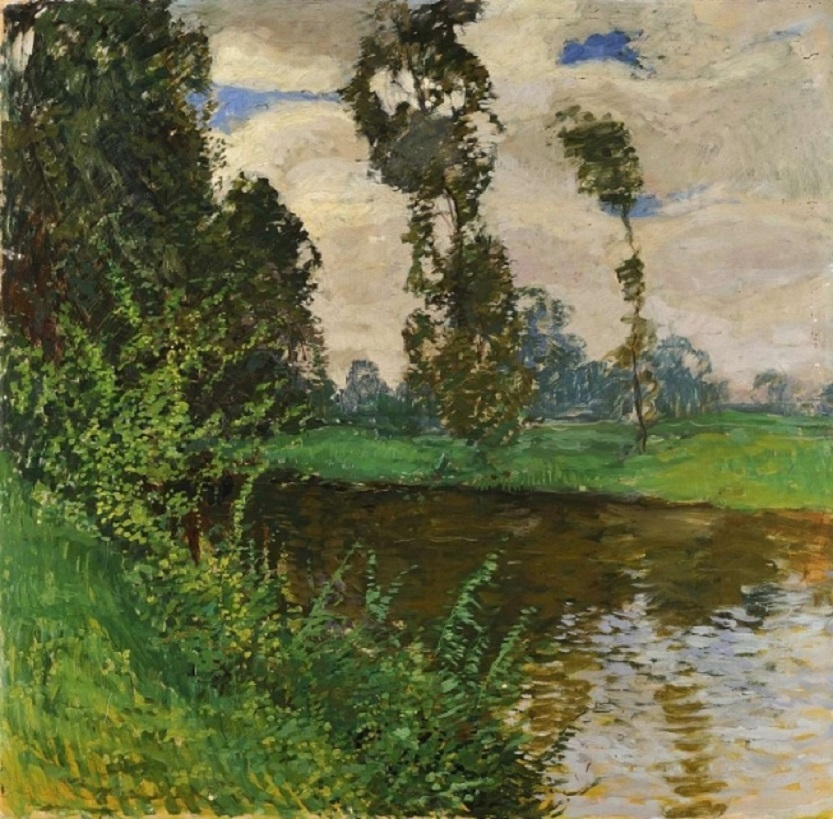
Gustav Macoun Rameno řeky
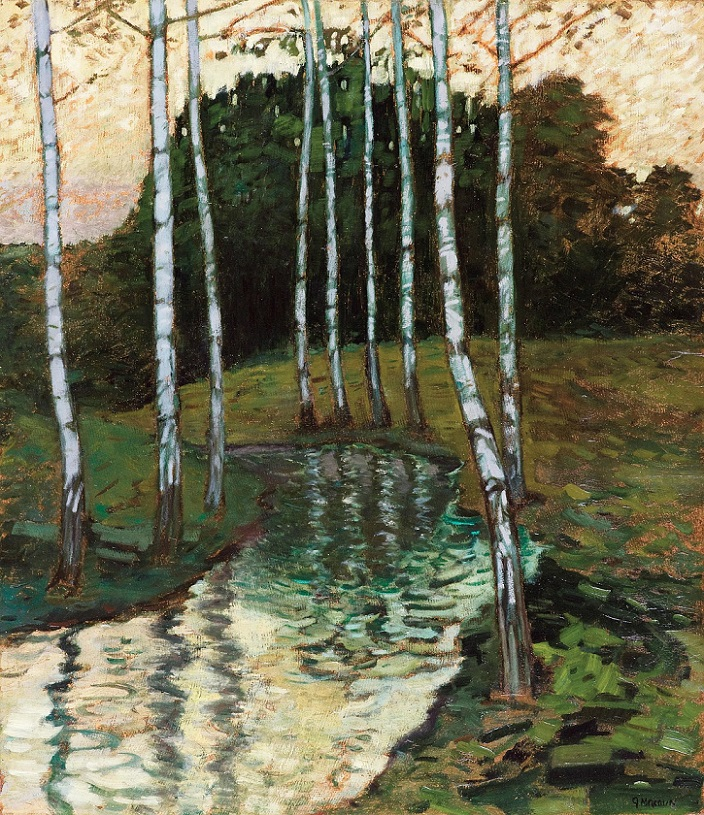
Gustav Macoun Břízy u potoka
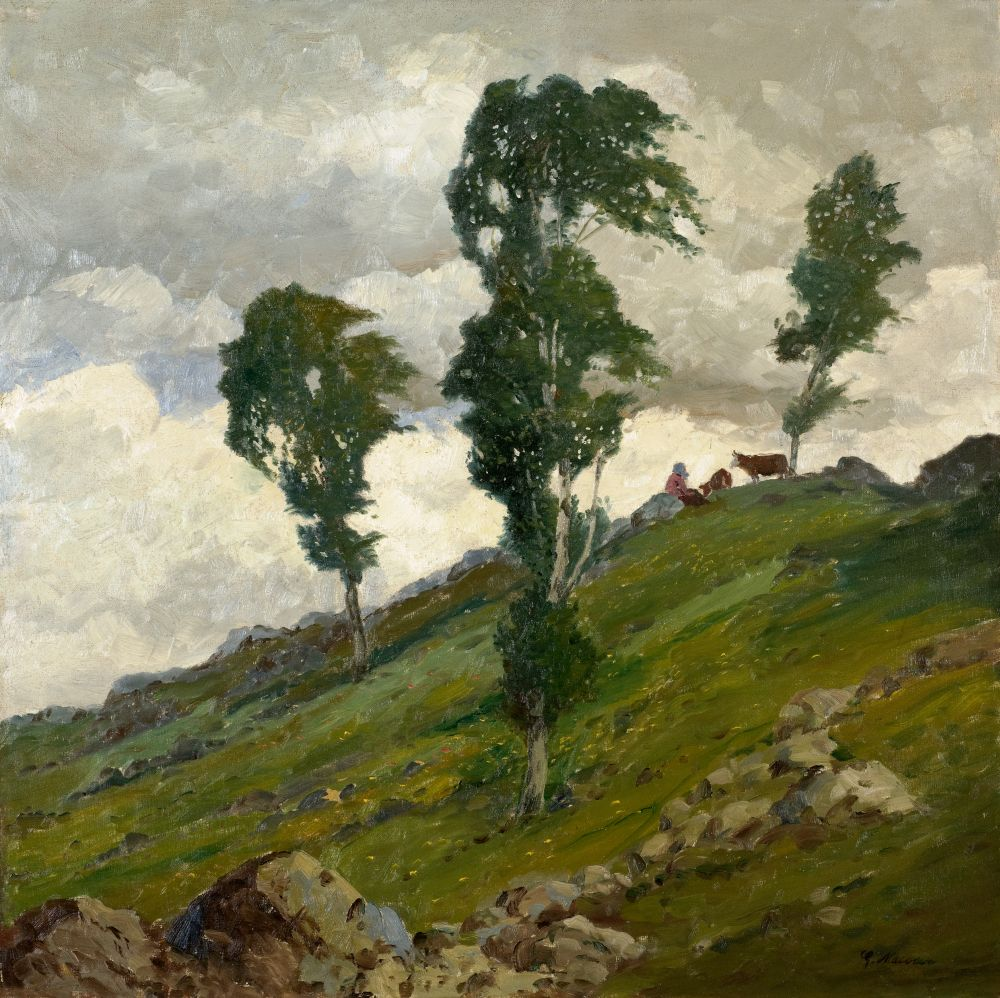
Gustav Macoun Krajina za vichřice
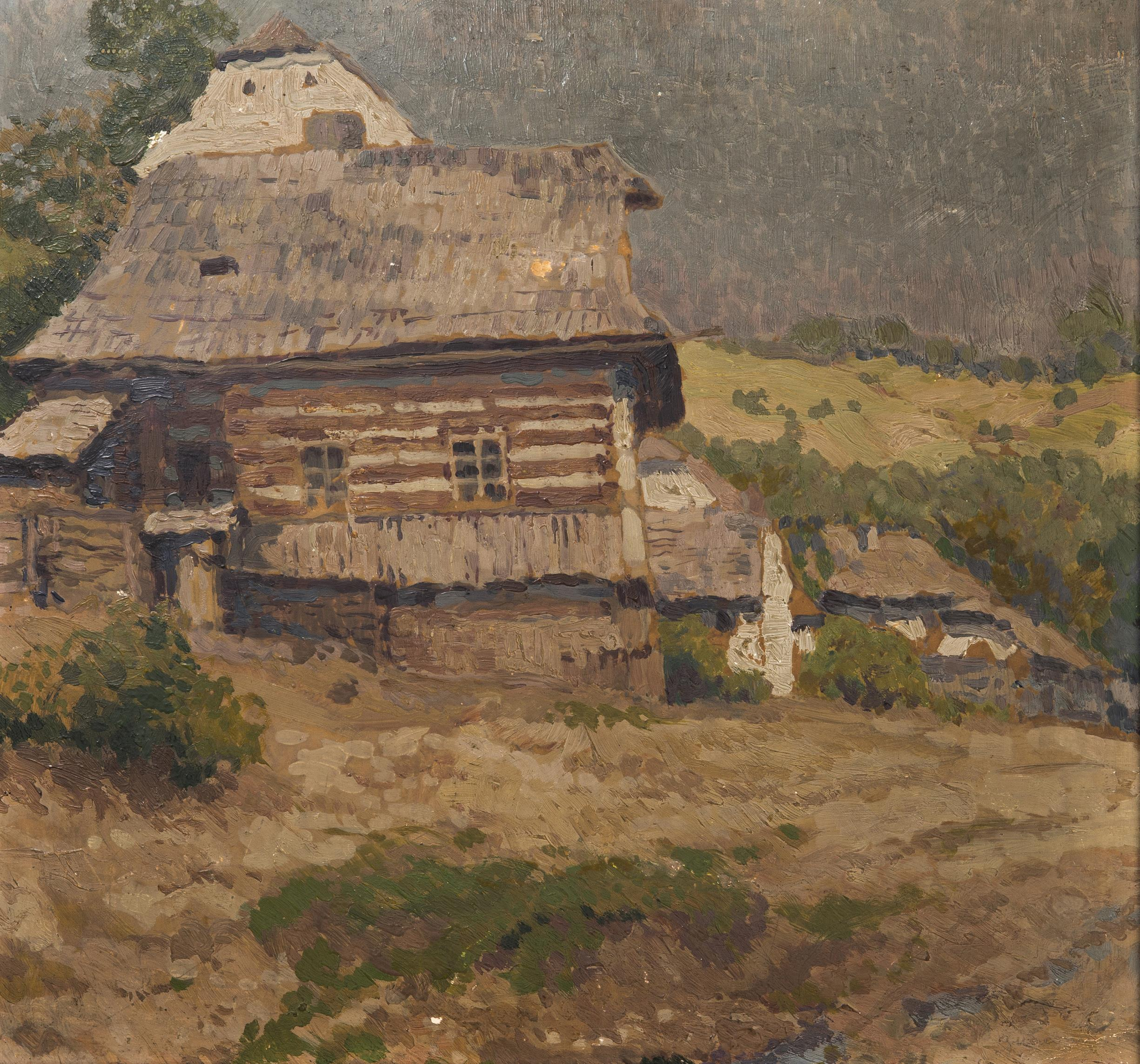
Gustav Macoun Chalupy
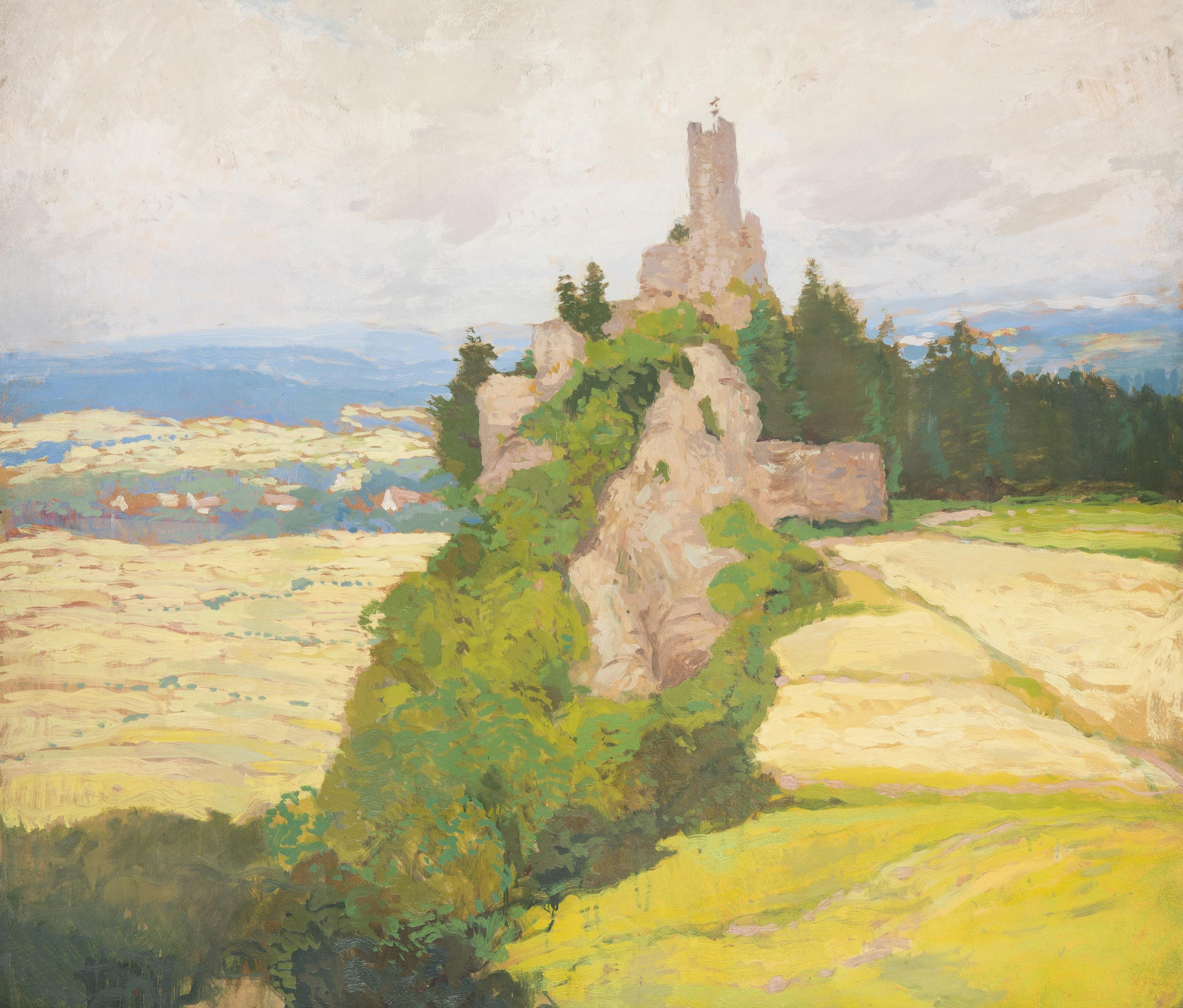
Gustav Macoun Frýdštejn
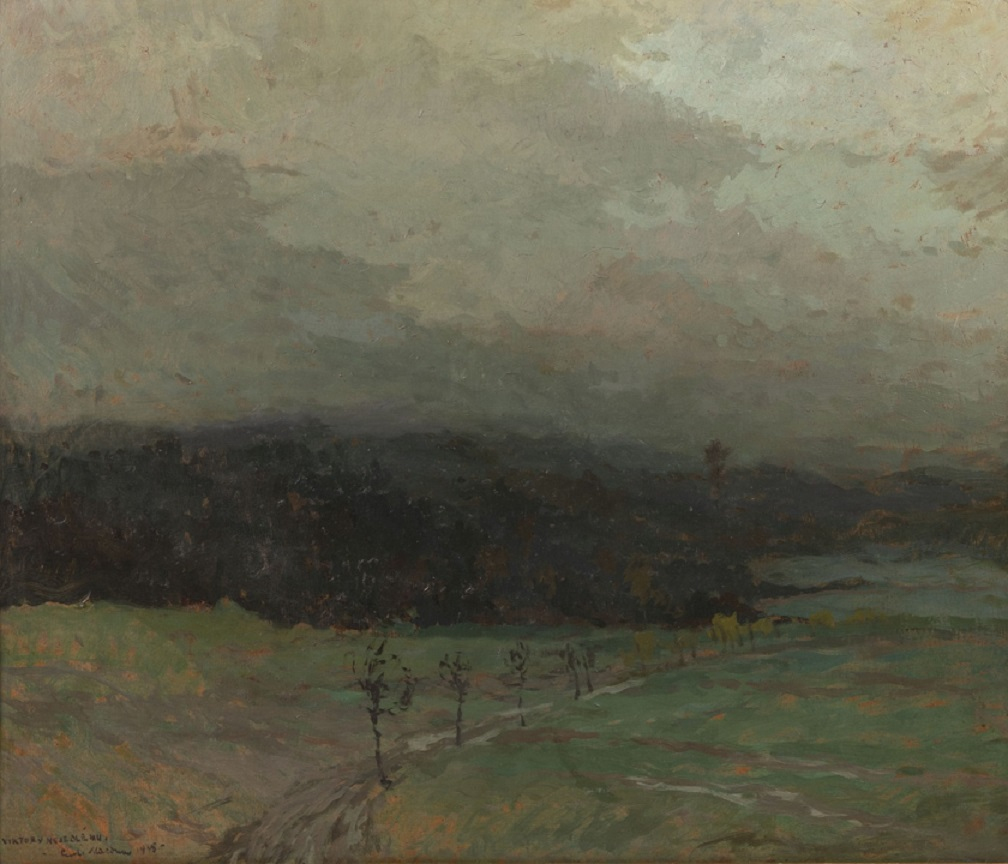
Gustav Macoun Cesta k lesu (1915)
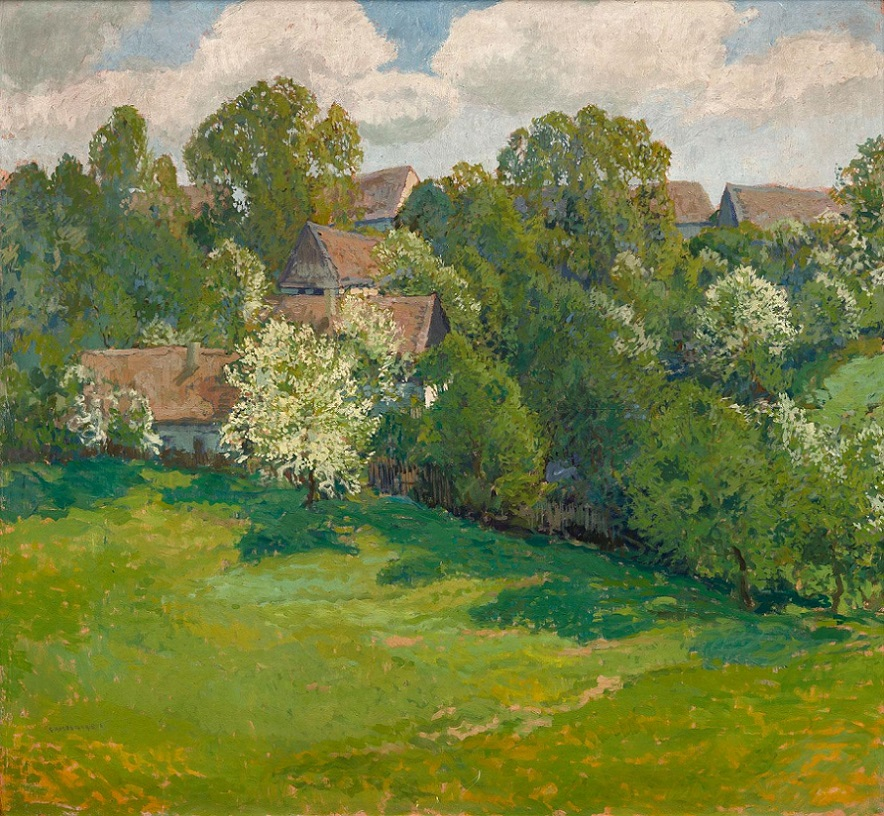
Gustav Macoun Jarní krajina (1915)
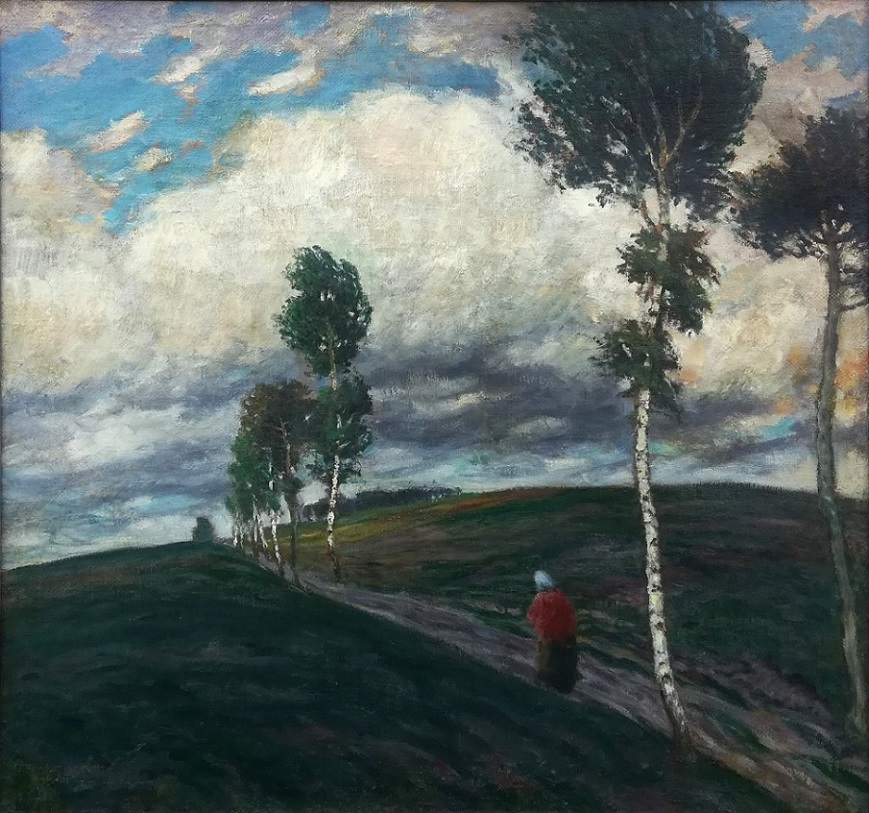
Gustav Macoun Na cestě do Kameniček